# Frigidità
Frigidità è un termine generico e negativamente connotato, usato per indicare diverse problematiche legate all'eccitamento sessuale, specificamente con riferimento alla donna. La frigidità consisterebbe nello scarso interesse mostrato per l'attività sessuale (disordine ipoattivo del desiderio sessuale), prescindendo dalle motivazioni fisiche, psicologiche o relazionali sottese a questo mancato interesse.

## Descrizione
Oggi il termine è considerato obsoleto, poiché vago e impreciso, per cui si preferisce parlare di disturbi specifici di natura psichica o fisica, quali:
- anedonia
- anorgasmia
- desiderio sessuale ipoattivo
- dispareunia
- inibizione sessuale
- mancanza di lubrificazione
- vaginismo
- vulvodinia

È necessario distinguere fra disturbo primario (da sempre esistito), secondario (insorto dopo un periodo di normale funzionamento), situazionale (solo con alcuni partner o in particolari condizioni), occasionale (come evento saltuario o casuale).
In alcuni casi il problema della cosiddetta frigidità può scaturire da una situazione medica (es. farmaci, malattia, tumore), può essere causata da eventi di vita (es. lutto, menopausa senile o precoce), dalla condizione relazionale della donna, come ad esempio da un rapporto di coppia in cui sono presenti conflitti irrisolti oppure scarsa attenzione, sentimentale e fisica, da parte del partner sessuale. In questi casi può essere utile una consulenza sessuologica o una terapia familiare.
Infine, l'esordio della frigidità può essere una manifestazione sintomatica, da parte della donna, di problematiche sessuali in realtà riguardanti il suo partner, quali impotenza o eiaculazione precoce. In questi casi è auspicabile, per la risoluzione del problema, la partecipazione attiva del partner alla terapia.